# Tractat de Valiesar
El Tractat de Valiesar (estonià Vallisaare vaherahu, rus: Валиесарский договор 1658) va ser un tractat entre Rússia i Suècia, que va concloure el teatre russo-suec de la Segona Guerra del Nord. Va ser signat a la finca de Valiesar (Vallisaare) prop de Narva en 20 desembre de 1658 (d'aquí el nom). A Rússia se li va permetre mantenir els territoris conquerits de Livònia durant tres anys - Kokenhusen, Dorpat, Marienborg, Sirensk, Iama, Dinaburg, Rēzekne i alguns altres.
Quan va arribar el termini, la posició militar de Rússia en la guerra amb Polònia s'havia deteriorat fins al punt que el tsar Aleksei Mikhàilovitx no podia permetre's involucrar-se en un nou conflicte contra la poderosa Suècia. Els seus boiars no tingueren més remei que signar el Tractat de Cardis en 1661, cosa que va obligar Rússia a cedir les seves conquestes a Livònia i Íngria a Suècia, el que confirmà les disposicions del tractat de Stolbovo. Aquest estat de coses es va mantenir fins que la Gran Guerra del Nord va esclatar el 1700.